# José Selfa Martínez
José Selfa Martínez (Madrid 1906 - Valencia 1994) fue un pediatra español fundador en Valencia de uno de los nueve Centros de Prematuros que UNICEF promocionó en España.
Fue fundador y primer Presidente de la Sociedad Valenciana de Pediatría en 1958.

## Biografía y trayectoria profesional
Nació  en Madrid en 1910 y realizó la carrera de medicina en la Universidad de Valencia.
En 1947, merced a una beca de la OMS, viajó a los Estados Unidos a uno de los mejores Centros de Prematuros del mundo en el Hospital de Boston.
Obtuvo la plaza de Puericultor del Estado por oposición y en 1956 fue nombrado director de la Escuela de Puericultura de Valencia consiguiendo años más tarde la construcción del Hospital Infantil en el que se integró el Centro de Prematuros y las consultas de Pediatría. Tras su jubilación en el año 1980, este hospital que había fundado y dirigido pasó a denominarse Hospital Infantil José Selfa.
UNICEF promovió en España la creación de  los primeros centros de atención especializada para los niños prematuros en España.
José Selfa fue el responsable de la creación en 1957 del Centro de Prematuros de Valencia obteniendo una  tasa de mortalidad  de los niños prematuros ingresados  del 36%  lo que en esa época era un dato exitoso.
En 1968 ingresó como Académico Numerario en la Real Academia de Medicina de Valencia.